# Ministre du Logement, de l'Infrastructure et des Collectivités
Le ministre du Logement, de l'Infrastructure et des Collectivités (en anglais : Minister of Housing, Infrastructure and Communities) est un ministre de la Couronne dans le Cabinet canadien chargé des infrastructures et du logement. Le ministre est à la tête d'Infrastructure Canada.
Le 26 octobre 2021, à la suite du remaniement du cabinet de Justin Trudeau, les compétences de l'Infrastructure et des Collectivités sont fusionnés avec celles des Affaires intergouvernementales lorsque Dominic LeBlanc est nommé ministre des Affaires intergouvernementales, de l'Infrastructure et des Collectivités. 
Cette situation dure jusqu'au remaniement de juillet 2023 lorsque la responsabilité du logement est combinée avec celles des infrastructures et collectivités.

## Historique
De 2006 à 2013, le portefeuille de l'infrastructure et des collectivités relèvent du ministre des Transports, poste cumulé de 2013 à 2015 avec celui des Affaires intergouvernementales.
Le portefeuille se voit assigner un ministre distinct dans le 29e conseil des ministres.

## Liste des titulaires
| Ministre Parti | Ministre Parti   | Ministre Parti                  | Début           | Fin              | Cabinet          | Ministère             |
| -------------- | ---------------- | ------------------------------- | --------------- | ---------------- | ---------------- | --------------------- |
|                |                  | Sean Fraser Libéral             | 26 juillet 2023 | 20 juin 2024     | 29e (J. Trudeau) | Infrastructure Canada |
| 20 juin 2024   | 20 décembre 2024 | Sean Fraser Libéral             | LICC            |                  | 29e (J. Trudeau) |                       |
|                |                  | Nathaniel Erskine-Smith Libéral | LICC            | 20 décembre 2024 | 29e (J. Trudeau) | 14 mars 2025          |
| 14 mars 2025   | 13 mai 2025      | Nathaniel Erskine-Smith Libéral | LICC            | 30e (Carney)     |                  |                       |
|                |                  | Gregor Robertson Libéral        | LICC            | 30e (Carney)     | 13 mai 2025      | En fonction           |

### Anciens postes
En mai 1969, Bob Andras, alors ministre d'État est désigné responsable de la Société centrale d'hypothèques et de logement et de l'application de la Loi nationale sur l'habitation (en).

#### Ministre d'État (Habitation) (1988-1991)
| Titulaire Parti | Titulaire Parti | Titulaire Parti                            | Début             | Fin             | Cabinet        |
| --------------- | --------------- | ------------------------------------------ | ----------------- | --------------- | -------------- |
|                 |                 | John McDermid Progressiste-conservateur    | 15 septembre 1988 | 29 janvier 1989 | 24e (Mulroney) |
|                 |                 | Alan Redway (en) Progressiste-conservateur | 30 janvier 1989   | 14 mars 1991    | 24e (Mulroney) |

#### Ministre de l'Infrastructure (et équivalents) (1993-2023)
| Ministre Intitulé                                                                   | Ministre Intitulé                                                                   | Ministre Intitulé                                                                                     | Parti                                                                               | Début            | Fin              | Cabinet           | Ministère                                |
| ----------------------------------------------------------------------------------- | ----------------------------------------------------------------------------------- | --- | ----------------------------------------------------------------------------------- | ---------------- | ---------------- | ----------------- | ---------------------------------------- |
|                                                                                     |                                                                                     | Art Eggleton Ministre responsable de l'Infrastructure                                                 | Libéral                                                                             | 4 novembre 1993  | 24 janvier 1996  | 26e (Chrétien)    | Conseil du trésor                        |
|                                                                                     |                                                                                     | Marcel Massé Ministre responsable de l'Infrastructure                                                 | Libéral                                                                             | 25 janvier 1996  | 2 août 1999      | 26e (Chrétien)    | Conseil du trésor                        |
|                                                                                     |                                                                                     | John Manley Ministre de l’Infrastructure et des Sociétés d'État                                       | Libéral                                                                             | 15 janvier 2002  | 1er juin 2002    | 26e (Chrétien)    | Infrastructure et Sociétés d'État Canada |
|                                                                                     |                                                                                     | John Manley Ministre de l’Infrastructure                                                              | Libéral                                                                             | 2 juin 2002      | 6 août 2002      | 26e (Chrétien)    | Infrastructure Canada                    |
|                                                                                     |                                                                                     | Allan Rock Ministre responsable de l’Infrastructure                                                   | Libéral                                                                             | 7 août 2002      | 11 décembre 2003 | 26e (Chrétien)    | Infrastructure Canada                    |
|                                                                                     |                                                                                     | Andy Scott Ministre d'État à l’Infrastructure                                                         | Libéral                                                                             | 12 décembre 2003 | 19 juillet 2004  | 27e (Paul Martin) | Infrastructure Canada                    |
|                                                                                     |                                                                                     | John Godfrey Ministre d'État à l’Infrastructure et aux Collectivités                                  | Libéral                                                                             | 20 juillet 2004  | 5 février 2006   | 27e (Paul Martin) | [ note 7 ]                               |
| Responsabilité du ministre des Transports, de l'Infrastructure et des Collectivités | Responsabilité du ministre des Transports, de l'Infrastructure et des Collectivités | Responsabilité du ministre des Transports, de l'Infrastructure et des Collectivités                   | Responsabilité du ministre des Transports, de l'Infrastructure et des Collectivités | 6 février 2006   | 14 juillet 2013  | 28e (Harper)      | Aucun                                    |
|                                                                                     |                                                                                     | Denis Lebel Ministre de l’Infrastructure, des Collectivités et des Affaires intergouvernementales     | Conservateur                                                                        | 15 juillet 2013  | 3 novembre 2015  | 28e (Harper)      | Bureau du conseil privé                  |
|                                                                                     |                                                                                     | Amarjeet Sohi Ministre de l’Infrastructure et des Collectivités                                       | Libéral                                                                             | 4 novembre 2015  | 8 juillet 2018   | 29e (J. Trudeau)  | Infrastructure Canada                    |
|                                                                                     |                                                                                     | François-Philippe Champagne Ministre de l’Infrastructure et des Collectivités                         | Libéral                                                                             | 18 juillet 2018  | 20 novembre 2019 | 29e (J. Trudeau)  | Infrastructure Canada                    |
|                                                                                     |                                                                                     | Catherine McKenna Ministre de l’Infrastructure et des Collectivités                                   | Libéral                                                                             | 20 novembre 2019 | 26 octobre 2021  | 29e (J. Trudeau)  | Infrastructure Canada                    |
|                                                                                     |                                                                                     | Dominic LeBlanc Ministre des Affaires intergouvernementales, de l'Infrastructure et des Collectivités | Libéral                                                                             | 26 octobre 2021  | 25 juillet 2023  | 29e (J. Trudeau)  | Infrastructure Canada                    |

#### Ministre du Logement, de la Diversité et de l'Inclusion (2021-2023)
Du 9 juillet 2019 au 8 mars 2020 la responsabilité du logement est attribuée au ministre de l’Emploi et du Développement social puis au ministre de la Famille, des Enfants et du Développement social jusqu'au 25 octobre 2021.
| Titulaire Parti | Titulaire Parti | Titulaire Parti      | Début           | Fin             | Cabinet          |
| --------------- | --------------- | -------------------- | --------------- | --------------- | ---------------- |
|                 |                 | Ahmed Hussen Libéral | 26 octobre 2021 | 25 juillet 2023 | 29e (J. Trudeau) |